# Habib Bourguiba
Habib Ben Ali Bourguiba (3. kolovoza 1903. – 6. travnja 2000.), prvi predsjednik Tunisa (1957. – 1987.)

## Životopis
Habib Bourguiba se rodio 3. kolovoza 1903. godine u mjestu Monastir, 100 milja južno od glavnog grada. Obrazovao se u inozemstvu. Godine 1927. oženio se i dobio sina. Kao žestoki nacionalist, borio se za neovisnost domovine. 
Često je zatvaran, čak i na dulja razdoblja. Kada su ga Francuzi odveli u zatvor blizu Lyona, Nijemci su ga oslobodili, želeći dobiti njegovu potporu u Drugom svjetskom ratu. No, njihov plan nije se ostvario. Osnovao je niz glasila protiv kolonijalne vlasti. 
Nakon kraja Drugog svjetskog rata, vratio se kući i nastavio borbu za neovisnost svoje zemlje. Kada je zbačen kralj, ukinuta monarhija, i proglašena republika, dobio je ovlasti predsjednika. Zbog svojih reformi, uspoređivan je s turskim državnikom Mustafom Kemal pašom Atatürkom. Pokrenuo je kampanje opismenjavanja, besplatnog zdravstva, povisio dob djevojaka za udaju na 17 godina, ukinuo poligamiju, ozakonio razvod braka itd. Bivši ga je predsjednik svrgnuo 1987. godine, zbog starosti i nesposobnosti vladanja. Posljednjih 13 godina života, Habib je proveo u kućnom pritvoru. Umro je u 96. godini, 6. travnja 2000. godine.